# (17611) Jožkakubík
(17611) Jožkakubík, désignation internationale (17611) Jozkakubik, est un astéroïde de la ceinture principale.

## Description
(17611) Jozkakubik est un astéroïde de la ceinture principale. Il fut découvert le 24 octobre 1995 à l'Observatoire Kleť par l'Observatoire Kleť. Il présente une orbite caractérisée par un demi-grand axe de 2,99 UA, une excentricité de 0,05 et une inclinaison de 10,6° par rapport à l'écliptique.

## Compléments